# Anna Gabriel
Anna Gabriel Sabaté (Sallent, 13 de setembro de 1975) é uma educadora social, professora de direito e política da Catalunha, Espanha.

## Biografia
Nasceu em Sallent e pertence a uma família mineira. Seu pai emigrou desde Minas de Riotinto, província de Huelva, e chegou a Sallent para trabalhar na mina. Sua mãe, nascida ali, pertence a uma família mineira de Múrcia e militou no Partido Socialista Unificado da Catalunha (PSUC). Seu avô e seu bisavô eram da Confederação Nacional do Trabalho
(CNT). Anna Gabriel e seu irmão foram os primeiros independentistas da família.
Após estudar educação social, licenciou-se posteriormente em direito e realizou um mestrado em direitos sócio-laborais na Universidade Autônoma de Barcelona, onde atualmente é professora associada de história do direito. Milita desde 2002 na CUP, onde defende dentre outras coisas o feminismo.
Foi portavoz da campanha Independència per canviar-ho tot (Independência para mudar tudo, em português) e regidora do Ajuntament de Sallent entre os anos de 2003 e 2011. Em 2004, se apresenta juntamente a CUP às eleições para o Parlamento Europeu. Durante a legislatura 2012-2015 trabalhou como coordenadora do grupo parlamentário da CUP. Nas eleições ao Parlamento da Catalunha de 2015, vai ser candidata da coalizão "Candidatura de Unidade Popular - Crida Constituent", após ser eleita nas primárias, e escolhida para ser deputada por Barcelona.